# Crottendorf
Crottendorf – gmina w Niemczech, w kraju związkowym Saksonia, w okręgu administracyjnym Chemnitz, w powiecie Erzgebirgskreis (do 31 lipca 2008 w powiecie Annaberg).

## Geografia
Crottendorf leży w paśmie gór Rudaw.

## Współpraca
Miejscowości partnerskie:
- Feucht, Bawaria
- Reute, Badenia-Wirtembergia (kontakty utrzymuje dzielnica Walthersdorf)